# Ted Bell
Ted Bell (ur. 3 lipca 1946, zm. 20 stycznia 2023) – amerykański pisarz, autor powieści sensacyjnych.
Absolwent Randolph-Macon College w Ashland w stanie Wirginia. We wczesnych latach siedemdziesiątych rozpoczął pracę w branży reklamowej. Niedługo później jego kariera nabrała rozpędu, bo został prezesem i dyrektorem kreatywnym w firmie Leo Burnett Company. Później podobne stanowiska piastował też w firmie Young & Rubicam, jednej z największych agencji reklamowych na świecie.
Jego zainteresowania sięgają jednak znacznie dalej. Posiada on tytuł doktora honoris causa z zakresu sztuk pięknych od uczelni Kendall College. Pracował również w departamencie Stanu w charakterze doradcy, zasiadał również w radach nadzorczych kilku instytucji.
W 2001 roku przeszedł na emeryturę i poświęcił się pisaniu. Mieszka w Palm Beach na Florydzie i w narciarskim Aspen w stanie Kolorado, gdzie pisze powieści z Alexandrem Hawke, swoim ulubionym bohaterem.
Alexander Hawke
1. Hawke (Hawke, 2003)
2. Skrytobójca (Assassin, 2004)
3. Lewiatan (Pirate, 2005)
4. Szpieg (Spy, 2006)
5. Car (Tsar, 2008)
6. Zamach (Warlord, 2010)
7. Phantom (2012)

Nick McIver Adventures Through Time – dla młodzieży
1. Nick of Time (2008)
2. The Time Pirate (2010)